# Route régionale 47E (Tunisie)
Pour les articles homonymes, voir Route 47.
La route régionale 47E ou RR47E est un axe routier secondaire de Tunisie qui relie  la route régionale 47 à la route nationale 5.